# Мураловка (стоянка)
Мураловка — стоянка позднего палеолита в Приазовье, расположенная близ села Носово Неклиновского района Ростовской области недалеко от Миусского лимана.

## История
Стоянка датируется 18 000—17 000 годами до нашей эры. Её образование связывают с притоком населения с севера результате похолодания.
В результате раскопок здесь были обнаружены остатки вымощенного камнем наземного жилья с очагом в центре. Были найдены орудия из кремня и кости. Среди костяных изделий отмечаются фрагменты, украшенные гравировкой.
В ходе анализа инвентаря стоянки Мураловка археолог А. К. Филиппов выделил серию оригинальных скребков и скобелей, в качестве которых использовались мелкие пластины и микроострия с неровными краями. По износу орудий учёный полагал, что обитатели стоянки использовали микролиты как скребки для обработки шкурок мелких животных. Филиппов выделил также группу отщепов со «скребковидной» обработкой краев — нуклеусы и скребки-скобели на массивных и тонких отщепах.